# کونکار

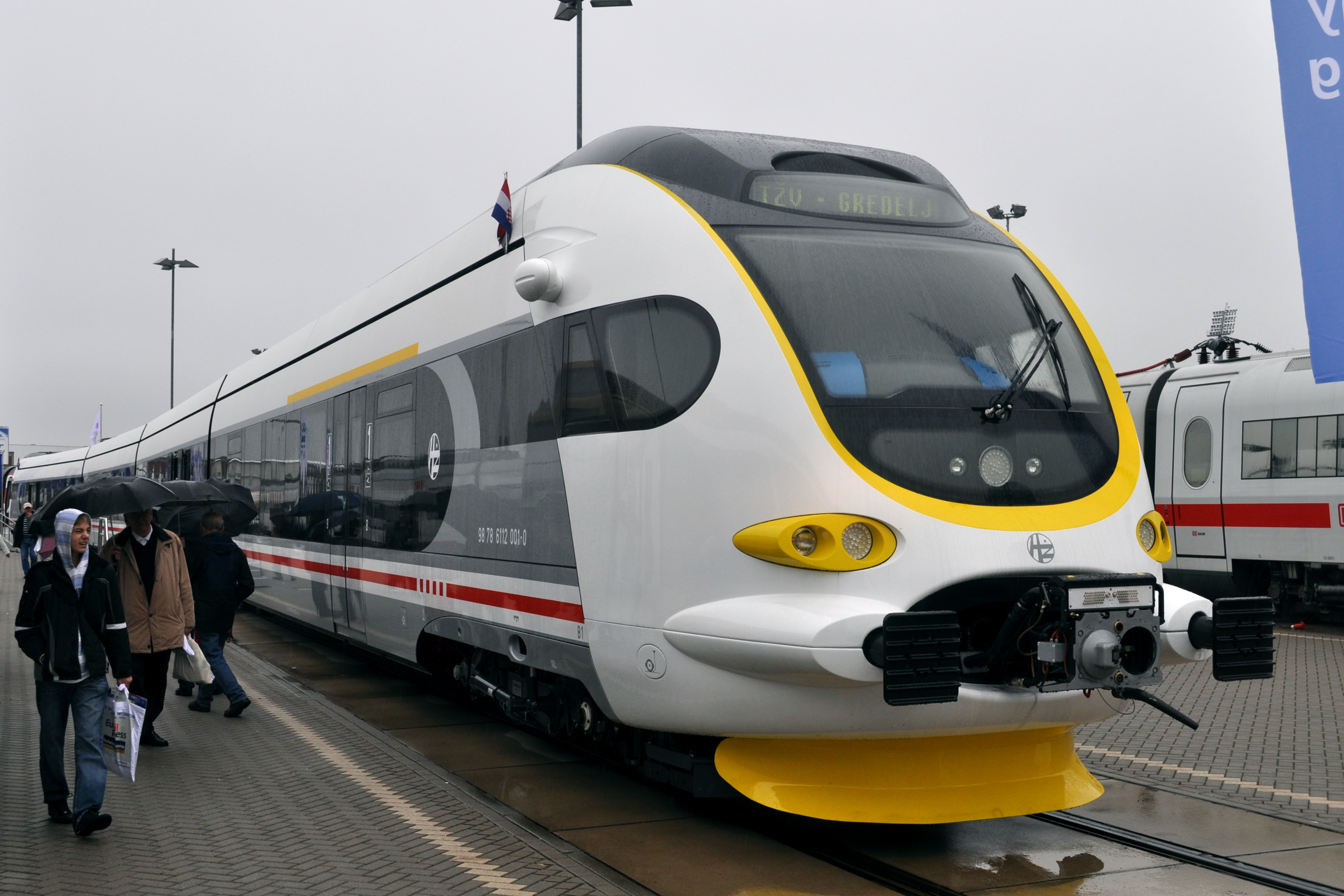
ترن الکتریکی تولید شده توسط کونکار، در شهر برلین

کونکار (به کرواتی: KONČAR) شرکت حمل‌ونقل مستقر در کرواسی است، که در زمینه تولید تجهیزات صنعتی، تجهیزات نیروگاهی و ولتاژ بالا، حمل‌ونقل، مبادله انرژی و تولید انرژی الکتریکی فعالیت می‌کند.
عمده تولیدات این شرکت شامل قطارهای خودگرانشی، موتورهای الکتریکی، ترانسفورماتورها، لوازم جانبی ایستگاه‌های برق و نیروگاه‌ها، لوازم خانگی و ریزکنترل‌گرها می‌باشد.
شرکت کونکار در سال ۱۹۲۱ در شهر سیبنیک راه‌اندازی شد و هم‌اکنون با در اختیار داشتن بیش از ۲۰ شرکت زیرمجموعه محصولات خود را به ۱۰۰ کشور جهان عرضه می‌نماید. دفتر مرکزی این شرکت در شهر زاگرب، کرواسی قرار دارد.